# Colostygia nemorella
Colostygia nemorella är en fjärilsart som beskrevs av George Duryea Hulst 1896. Colostygia nemorella ingår i släktet Colostygia och familjen mätare. Inga underarter finns listade i Catalogue of Life.